# 達林·布魯克斯
達林·布魯克斯（Darin Lee Brooks，1984年5月27日—）是美國的一位演員。他出生在檀香山，是一位波蘭移民後裔。